# Yusuf Sarı
Yusuf Sarı (Martigues, 20 novembre 1998) è un calciatore turco, ala dell'İstanbul Başakşehir e della nazionale turca.

## Caratteristiche tecniche
È un'ala destra.

## Carriera

### Club
Cresciuto nelle giovanili dell'Olympique Marsiglia, ha esordito il 24 settembre 2017 in occasione di un match vinto 2-0 contro il Tolosa.
Nella stagione 2019-2020 ha realizzato 3 reti in 14 presenze nella prima divisione turca con il Trabzonspor, con cui ha anche vinto una Coppa di Turchia.

### Nazionale
Con la Nazionale Under-21 di calcio della Turchia ha preso parte a 2 incontri di qualificazione al Campionato europeo di calcio Under-21 2019.
Il 12 settembre 2023 ha esordito in nazionale maggiore nell'amichevole persa 4-2 contro il Giappone.

## Statistiche

### Presenze e reti nei club
Statistiche aggiornate al 4 febbraio 2025.
| Stagione                     | Squadra                      | Campionato                   | Campionato | Campionato | Coppe nazionali | Coppe nazionali | Coppe nazionali | Coppe continentali | Coppe continentali | Coppe continentali | Altre coppe | Altre coppe | Altre coppe | Totale | Totale | Totale |
| Stagione                     | Squadra                      | Comp                         | Pres       | Reti       | Comp            | Pres            | Reti            | Comp               | Pres               | Reti               | Comp        | Pres        | Reti        | Pres   | Reti   |        |
| ---------------------------- | ---------------------------- | ---------------------------- | ---------- | ---------- | --------------- | --------------- | --------------- | ------------------ | ------------------ | ------------------ | ----------- | ----------- | ----------- | ------ | ------ | ------ |
| 2016–2017                    | Olympique Marsiglia 2        | CFA                          | 12         | 0          |                 | -               | -               |                    | -                  | -                  |             | -           | -           | 12     | 0      |        |
| 2017–2018                    | Olympique Marsiglia 2        | N2                           | 9          | 2          |                 | -               | -               |                    | -                  | -                  |             | -           | -           | 9      | 2      |        |
| 2018–2019                    | Olympique Marsiglia 2        | N2                           | 10         | 3          |                 | -               | -               |                    | -                  | -                  |             | -           | -           | 10     | 3      |        |
| Totale Olympique Marsiglia 2 | Totale Olympique Marsiglia 2 | Totale Olympique Marsiglia 2 | 31         | 5          |                 | -               | -               |                    | -                  | -                  |             | -           | -           | 31     | 5      |        |
| 2017-2018                    | Olympique Marsiglia          | L1                           | 1          | 0          | CF+CdL          | 3+0             | 0               | UEL                | 0                  | 0                  |             | -           | -           | 4      | 0      |        |
| 2018-gen. 2019               | Clermont Foot                | L2                           | 9          | 0          | CF+CdL          | 0               | 0               |                    | -                  | -                  |             | -           | -           | 9      | 0      |        |
| 2019-2020                    | Trabzonspor                  | SL                           | 14         | 3          | TK              | 3               | 0               | UEL                | 5                  | 0                  | -           | -           | -           | 22     | 3      |        |
| 2020-2021                    | Trabzonspor                  | SL                           | 26         | 1          | TK              | 1               | 0               |                    | -                  | -                  | TSK         | 1           | 0           | 28     | 1      |        |
| 2021-gen. 2022               | Trabzonspor                  | SL                           | 15         | 1          | TK              | 1               | 0               | UECL               | 3                  | 0                  |             | -           | -           | 19     | 1      |        |
| Totale Trabzonspor           | Totale Trabzonspor           | Totale Trabzonspor           | 55         | 5          |                 | 5               | 0               |                    | 8                  | 0                  |             | 1           | 0           | 69     | 5      |        |
| gen.-giu. 2022               | Çaykur Rizespor              | SL                           | 13         | 3          | TK              | 0               | 0               |                    | -                  | -                  |             | -           | -           | 13     | 3      |        |
| 2022-2023                    | Adana Demirspor              | SL                           | 31         | 5          | TK              | 2               | 2               |                    | -                  | -                  |             | -           | -           | 33     | 7      |        |
| 2023-2024                    | Adana Demirspor              | SL                           | 24         | 3          | TK              | 0               | 0               | UECL               | 6                  | 2                  |             | -           | -           | 30     | 5      |        |
| 2024-gen. 2025               | Adana Demirspor              | SL                           | 13         | 0          | TK              | 0               | 0               |                    | -                  | -                  |             | -           | -           | 13     | 0      |        |
| Totale Adana Demirspor       | Totale Adana Demirspor       | Totale Adana Demirspor       | 68         | 8          |                 | 2               | 2               |                    | 6                  | 2                  |             | -           | -           | 76     | 12     |        |
| gen.-giu. 2025               | İstanbul Başakşehir          | SL                           | 2          | 0          | TK              | 0               | 0               |                    | -                  | -                  |             | -           | -           | 2      | 0      |        |
| Totale carriera              | Totale carriera              | Totale carriera              | 179        | 21         |                 | 10              | 2               |                    | 14                 | 2                  |             | 1           | 0           | 204    | 25     |        |

## Palmarès

### Club

#### Competizioni nazionali
- Campionato turco: 1

Trazbonspor: 2020-2021
- Coppa di Turchia: 1

Trazbonspor: 2019-2020
- Supercoppa di Turchia: 1

Trabzonspor: 2020